# Кулівці
Ку́лівці — село в Україні, у Кадубовецькій сільській громаді Чернівецького району Чернівецької області.

## Географія
У селі розташована геологічна пам'ятка природи — Водоспад «Кулівецький».

## Історія

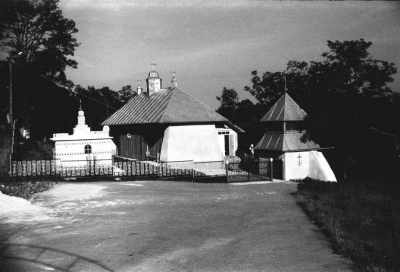
Церква. Вигляд з північного заходу.

З 24 серпня 1991 року село в складі незалежної України.

## Населення
Згідно з переписом УРСР 1989 року чисельність наявного населення села становила 600 осіб, з яких 277 чоловіків та 323 жінки.
За переписом населення України 2001 року в селі мешкало 647 осіб.

### Мова
Розподіл населення за рідною мовою за даними перепису 2001 року:
| Мова       | Відсоток |
| ---------- | -------- |
| українська | 99,38 %  |
| російська  | 0,31 %   |
| молдовська | 0,15 %   |

## Відомі люди
У селі народився Веніамін (Міжінський) - архієрей Української православної церкви (Московського патріархату)